# Alfredo Cadroy Gil
Alfredo Cadroy Gil (Torrijas, Província de Terol, 18 de maig de 1938 - Castelló de la Plana, 15 de setembre de 2004) fou un mestre i polític valencià d'origen aragonès, regidor de Castelló de la Plana i diputat a les Corts Valencianes.

## Biografia
Llicenciat en magisteri, va començar a treballar com a mestre a la Vall d'Uixó. Durant els anys setanta va participar en la constitució i consolidació com a alternativa sindical del Sindicat de Treballadors de l'Ensenyament del País Valencià. Militant del PSPV-PSOE, fou escollit diputat per Castelló a les eleccions a les Corts Valencianes de 1983. Fou membre de la Comissió d'Educació i Cultura de les Corts Valencianes. Posteriorment fou escollit regidor de cultura de l'ajuntament de Castelló de la Plana a les eleccions municipals espanyoles de 1987 i 1995. En 1995 va patir un atac de cor que l'obligà a abandonar la política.